# Macropsis zebra
Macropsis zebra är en insektsart som beskrevs av Hamilton 1983. Macropsis zebra ingår i släktet Macropsis och familjen dvärgstritar. Inga underarter finns listade i Catalogue of Life.